# Погонич бурий
Погонич бурий (Porzana fluminea) — вид журавлеподібних птахів родини пастушкових (Rallidae). Ендемік Австралії.

## Поширення
Вид поширений уздовж східного та південного узбережжя континенту, включаючи східні регіони Тасманії, і вздовж річок, що протікають у напівпосушливих регіонах внутрішніх районів, включаючи деякі райони басейну Муррей — Дарлінг. Він також присутній уздовж південного та західного узбережжя Західної Австралії, звідки він поширюється вглиб країни та на північ, аж до Кімберлі. З південно-східних регіонів континенту він може поширюватися на північ до центральних районів Квінсленда. Він повністю відсутній у північних регіонах Квінсленда, включаючи півострів Кейп-Йорк, на Північній території на північ від тропіка Козорога, у західній половині Південної Австралії та в східній половині Західної Австралії.
Мешкає в районах густої рослинності навколо боліт, як прісноводних, так і солонуватих, уздовж берегів озер, річок і в лиманах.

## Опис
Невеликий пастушок, завдовжки близько 20 см з коричневими верхніми ділянками, всіяними білими цятками, та сіро-блакитними горлом і черевцем; боки вкриті білими смугами, а підхвістя біле. Райдужка червона, а дзьоб і ноги жовто-зелені.

## Спосіб життя
Погонич бурий шукає їжу серед рослинності навколо водно-болотних угідь; він часто виходить рано вранці або пізно вдень, рухаючись уздовж мулистих берегів, щоб захопити водних комах та інших істот, які залишилися відкритими під час відливу. Однак більшу частину часу він проводить у густих прибережних чагарниках, і його дуже важко помітити, хоча почути його крик досить легко.